# 博尼约
博尼約（法語：Bonnieux，法語發音：[bɔnjø] ⓘ；又称奔牛村）是法國普罗旺斯-阿尔卑斯-蔚蓝海岸大区沃克呂茲省的一個市鎮，属于阿普特区。

## 歷史
當地自新石器時代起便有人定居，證據遍布整個吕贝龙山區。博尼約附近的歷史遺址在羅馬時代就已存在，其中包括建於前3世紀的朱利安橋，位於博尼約北邊僅三公里處。一所修道院則創建於6世紀，及一座圍牆建立於10世紀。

## 地理
博尼约（43°49'23"N, 5°18'25"E）面积51.12 平方千米，位于法国普罗旺斯-阿尔卑斯-蔚蓝海岸大区沃克吕兹省，座落在吕贝龙山區之上，旺圖山的對面，是這一區域裡眾多歷史悠久的「山村」之一。博尼約的附近是一整片的雪松森林，該森林是起源於拿破崙時代從北非輸入的樹種。卡拉翁河流经博尼約。
与博尼约接壤的市镇（或旧市镇、城区）包括：阿普特、比乌克斯、加尔加斯、古尔特、拉科斯特、洛里斯、卢尔马兰、皮韦尔、鲁西永。
博尼约的时区为UTC+01:00、UTC+02:00（夏令时）。

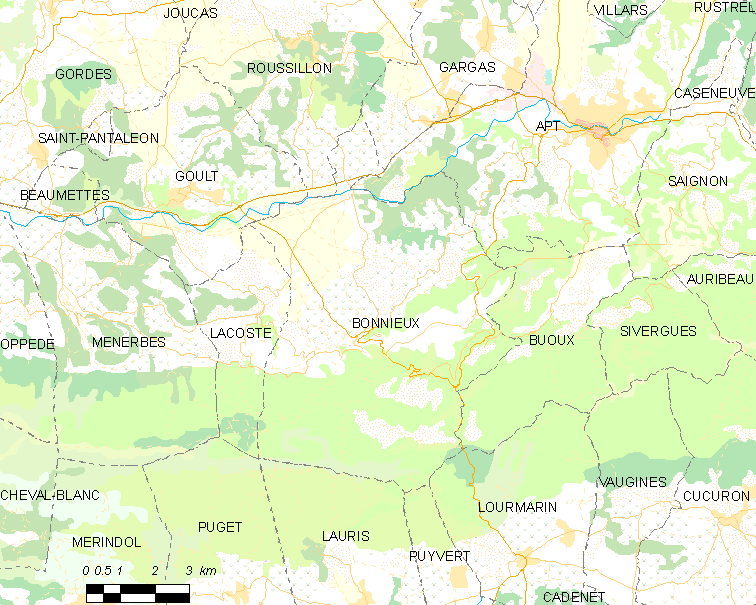
博尼约的OSM定位图

## 行政
博尼约的邮政编码为84480，INSEE市镇编码为84020。

## 政治
博尼约所属的省级选区为阿普特县。

## 人口
19世紀中期，博尼約的人口數達到最大值。1841年，總計有2804人。2004年，人口數下降至1363人，低於原先的一半。博尼约于2022年1月1日时的人口数量为1166人。

1962-2008年间博尼约人口变化图示